# IVC 11
IVC 11 - The Tournament is Back foi o décimo-primeiro evento do International Vale Tudo Championship. Juntamente com o IVC 10 - World Class Champions foi um evento duplo realizado no dia 27 de Abril de 1999.  Enquanto o IVC 10 teve somente lutas especiais, o IVC 11 contou com lutas válidas pelo torneio.